# Huonhonungsfågel
Huonhonungsfågel (Melidectes foersteri) är en fågel i familjen honungsfåglar inom ordningen tättingar.

## Utbredning och systematik
Fågeln förekommer på nordöstra Nya Guinea, i bergsskogarna på Huonhalvön. Den behandlas som monotypisk, det vill säga att den inte delas in i några underarter.

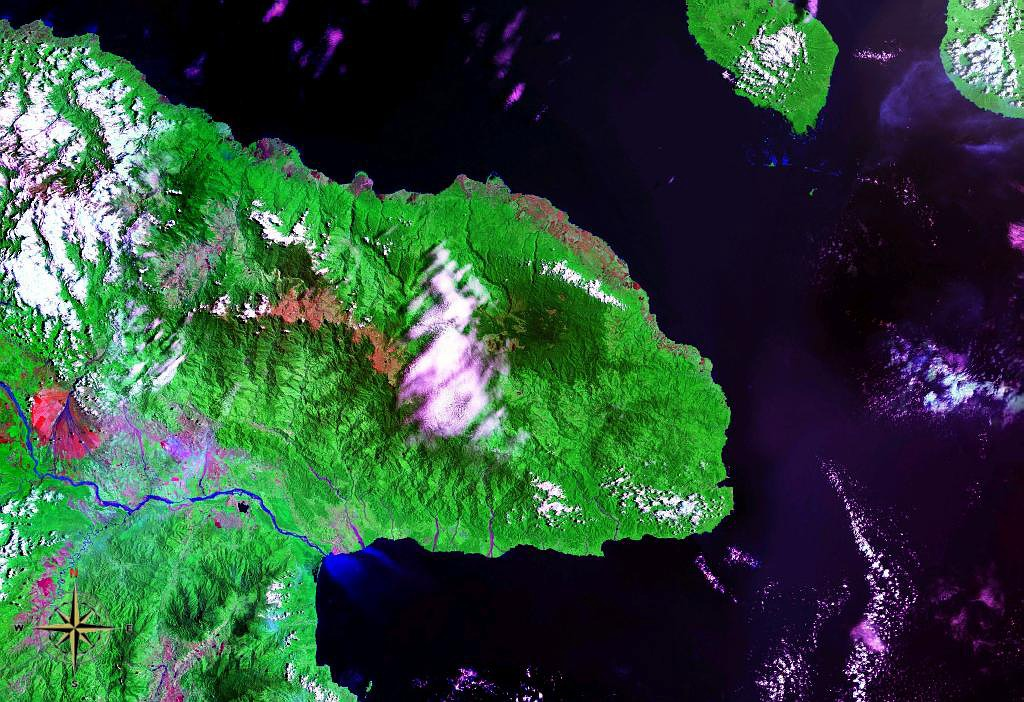
Fågeln förekommer endast på Huonhalvön i Papua Nya Guinea.

## Status
IUCN kategoriserar arten som livskraftig.